# Manakara
Manakara er en by i den sydøstlige del af Madagaskar, med et indbyggertal (pr. 2008) på cirka 36.000. Byen er hovedstad i regionen Vatovavy-Fitovinany.
- Wikimedia Commons har flere filer relateret til Manakara

22°09′S 48°00′Ø / 22.150°S 48.000°Ø